# Sukō

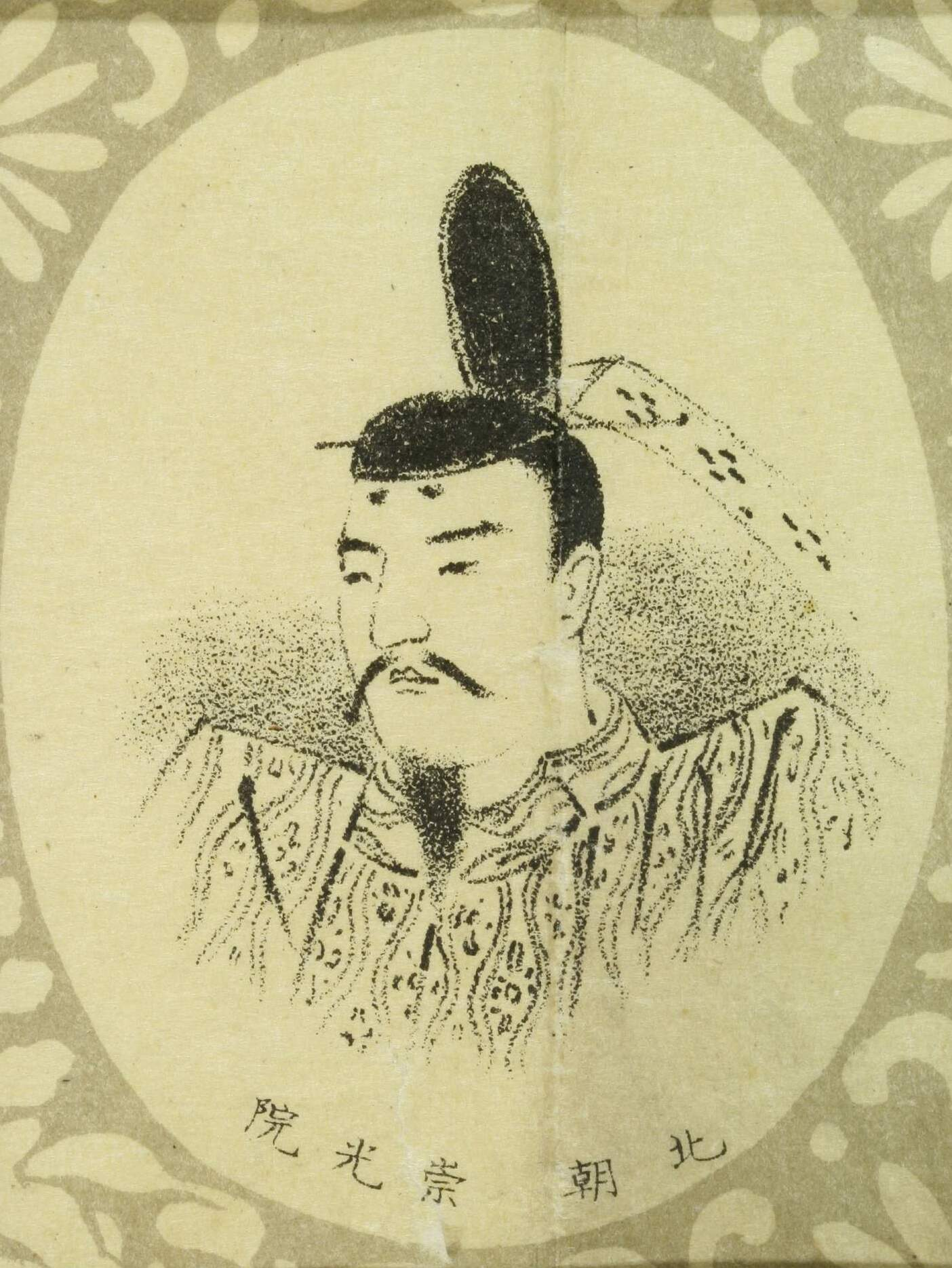
Disegno raffigurante Sukō del 1894

Sukō (崇光天皇?, Sukō Tennō; 25 maggio 1334 – 31 gennaio 1398) è stato il 3º Pretendente alla corte del Nord secondo il tradizionale ordine di successione.

## Biografia
Si tratta del terzo pretendente al Nord durante il periodo Nanboku-chō, detto anche Periodo delle Corti del Nord e del Sud, comprendente gli anni dal 1336 al 1392, che vide l'esistenza e la contrapposizione di due corti imperiali in Giappone al tempo dello Shogunato Ashikaga . Regnò dal 1348 sino al 1351 nella Corte del Nord sotto la protezione dello shōgun.
Il suo nome personale era Masuhito (益仁?), poi cambiato in Okihito (興仁?). Era il figlio del pretendente al trono Kōgon, il suo predecessore, il pretendente al trono Kōmyō, era suo zio, fratello di Kōgon.
Fra le sue compagne, Niwata da cui ebbe Fushimi-no-miya Yoshihito (伏見宮栄仁親王) e Okinobu (興信法親王).